# Lebea
Lebea (en griego, Λεβαίη) es el nombre de una antigua ciudad de Macedonia.
Es citada por Heródoto como una ciudad de la Macedonia Superior. El historiador señala que, según la tradición, fue allí donde fueron tres hermanos descendientes del heraclida Témeno, procedentes de Argos, tras haber pasado por Iliria, cuyos nombres eran Gavanes, Aéropo y Perdicas. En un principio, fueron sirvientes del rey en la ciudad de Lebea pero, tras ser expulsados por este, llegaron a otra zona de Macedonia desde donde fueron sometiendo poco a poco todo el país. A 
Perdicas, el menor de los hermanos, se le consideraba antepasado de los reyes de Macedonia de épocas posteriores.
Se desconoce su localización exacta.